# Hans-Georg Aschenbach
Hans-Georg Aschenbach (* 20. října 1951 Brotterode) je bývalý východoněmecký skokan na lyžích. Na olympijských hrách v Innsbrucku roku 1976 vyhrál závod na středním můstku. Úspěšný byl i na lyžařském mistrovství světa, kde získal dvě zlata roku 1974 (velký i střední můstek), a na mistrovství světa v letech na lyžích, kde zvítězil v roce 1973. Krom toho v sezóně 1973–74 vyhrál prestižní Turné čtyř můstků. V letech 1971-76 se stal osmkrát mistrem NDR. V roce 1974 byl rovněž vyhlášen východoněmeckým sportovcem roku. Po olympiádě v Innsbrucku ukončil závodní kariéru a pracoval jako armádní a sportovní lékař. Přestože se angažoval ve vládnoucí straně SED, v roce 1988 emigroval do západního Německa. Po sjednocení Německa patřil k prvním sportovcům, kteří obvinili východoněmecké orgány ze státem řízeného systému dopingu ve sportu.